# چغندرتپه غربی
چغندرتپه غربی مربوط به دوران‌های تاریخی پس از اسلام است و در شهرستان علی‌آباد، بخش مرکزی، روستای معصوم‌آباد واقع شده و این اثر در تاریخ ۱۱ مهر ۱۳۸۳ با شمارهٔ ثبت ۱۱۱۸۳ به‌عنوان یکی از آثار ملی ایران به ثبت رسیده است.